# Șavari, Iavoriv
Șavari (în ucraineană Шаварі) este un sat în așezarea urbană Nemîriv din raionul Iavoriv, regiunea Liov, Ucraina.

## Demografie
Componența lingvistică a localității Șavari
     Ucraineană (100%)
Conform recensământului din 2001, toată populația localității Șavari era vorbitoare de ucraineană (100%).